# Alejandro Samper
Alejandro Ángel López Samper (nacido en Madrid; 20 de febrero de 1943), futbolista (retirado) español de la década de 1960.

## Trayectoria
Empezó a destacar con 18 años en el Club Deportivo Manchego Ciudad Real de categoría regional madrileña. Después jugó en el Club Deportivo Parque Móvil, también de categoría regional, hasta que fue fichado por el Real Madrid Amateur, club con el que se proclamó campeón de España amateur en 1965. temporada siguiente ingresó en el Rayo Vallecano, club en el que permaneció durante siete temporadas en segunda división. En 1972 fue fichado por el RCD Espanyol , donde fue portero suplente durante dos temporadas, en primera división.